# Arvo Lindén
Arvo Lindén (Tampere, 27 febbraio 1887 – Helsinki, 18 marzo 1941) è stato un lottatore finlandese, specializzato nella lotta greco-romana.

## Palmarès

### Olimpiadi
- Bronzo a Londra 1908 nella lotta greco-romana, pesi leggeri